# Daphne-Ariane Simotta
Daphne-Ariane Simotta (* 30. April 1947 in Wien) ist eine österreichische Juristin und ehemalige Hochschullehrerin an der Universität Graz.

## Leben
Simotta ist väterlicherseits griechischer Abstammung. Sie legte 1965 in Wien ihre Matura ab und studierte anschließend ab dem Wintersemester 1965/66 Rechtswissenschaften an der Universität Wien. Nach Problemen wegen ihrer ausländischen Abstammung bei der Examinierung und der Verleihung der österreichischen Staatsbürgerschaft beendete sie 1969 ihr rechtswissenschaftliches Studium und schloss ein volkswirtschaftliches an. Im April 1970 promovierte sie in Wien zu Dr. iur. Ab 1971 arbeitete Simotta bis 1992 als wissenschaftliche Assistentin von Winfried Kralik am Institut für Zivilgerichtliches Verfahren an der Universität Wien. Im November 1972 schloss sie ihr Volkswirtschaftsstudium mit dem Magister ab; von 1976 bis 1977 absolvierte sie ihr Gerichtsjahr.
Im März 1985 habilitierte Simotta sich in Wien im Fach "Zivilgerichtliches Verfahren" mit der Schrift Organisations- und Zuständigkeitsprobleme der Familiengerichtsbarkeit in Österreich. Damit war sie die erste Frau, die sich in diesem Fach an einer österreichischen Universität habilitierte. Für diese Arbeit erhielt sie 1987 den Theodor-Körner-Preis. Am 1. Oktober 1989 wurde sie zur Assistenzprofessorin an der Universität Wien ernannt. Vom 1. September 1992 bis zu ihrer Emeritierung war sie ordentliche Professorin für Zivilgerichtliches Verfahren an der Universität Graz. Sie war damit die erste ordentliche Professorin an der rechtswissenschaftlichen Fakultät der Universität Graz.

## Wirken und Werke (Auswahl)
Simottas Werk erstreckt sich auf alle Teile des Zivilprozessrechts, vor allem das österreichische und die Verordnungen der Europäischen Union diesbezüglich. So hat sie unter anderem die EuGVVO und die EuEheVO mitkommentiert.
- mit Walter Rechberger: Die erweiterte Wertgrenzen-Novelle 1989 und das Kindschaftsrecht-Änderungsgesetz. Manz, Wien 1989, ISBN 978-3-214-00406-4.
- mit Walter Rechberger: Exekutionsverfahren. 2. Auflage. WUV, Wien 1992, ISBN 978-3-85114-034-7.
- mit Walter Rechberger: Grundriss des österreichischen Zivilprozessrechts. 8. Auflage. Manz, Wien 2010, ISBN 978-3-214-15749-4.